# Korchów Pierwszy
Korchów Pierwszy is een plaats in het Poolse district  Biłgorajski, woiwodschap Lublin. De plaats maakt deel uit van de gemeente Księżpol en telt 750 inwoners.